# Ričard Mejer
Ričard Alan Mejer (Njuark, Nju Džerzi, 12. oktobar 1934) je međunarodno priznati američki moderni arhitekta jevrejskog porekla koji je poznat po svestranoj upotrebi bele boje. Godine 1984. osvojio je prestižnu Pritckerovu nagradu, koja se smatra za Nobelovom nagradom arhitekture.

## Životopis
Mejer je rođen u porodici Jevreja u Njuarku, Nju Džerzi, kao najstariji od tri sina Karolin i Džeroma Mejer, veleprodajnog trgovca vinom i drugim pićem. Diplomirao je arhitekturu na Univerzitetu Kornel 1957. godine, nakon čega je nakratko radio za preduzeće Skidmor, Ovings & Meril 1959. godine, a potom za Marsela Brojera sledeće tri godine, pre početka vlastite prakse u Eseks Felsu, Nju Džerzi 1963. godine. Prepoznat je kao jedan od znamenitih arhitekata poznatih kao „njujorška petorica” 1972. godine. Nakon čega mu je povereno projektovanje Geti centra u Los Angelesu, Kalifornija; što ga je katapultiralo među vodeće arhitekte u SAD. Njegovo preduzeće Ričard Mejer & partneri ima poslovne prostore u Njujorku i Los Anđelesu s aktualnim projektima u rasponu od Kine i Tel Aviva, do Pariza i Hamburga.
Godine 1984, Mejer je dobio Pritckerovu nagradu, nagrađen je zlatnom medaljom AIA 1997, a 2008. godine dobio je i zlatnu medalju za arhitekturu Akademije umetnosti i književnosti. Mejer je i viši savetnik Veća za dizajn (Design Futures Council).

## Karijera
U Njujorku, Mejer je nakratko radio za preduzeće Skidmore, Owings & Merrill 1959. godine, a zatim za Marsel Brojera tri godine, pre nego što je započeo sopstvenu praksu 1963. Godine 1972. identifikovan je kao jedan od njujorške petorke, grupe modernističkih arhitekata: Mejer, Peter Ajsenman, Majkl Grejvs, Čarls Gvatmej i Džon Hejduk. Rano u svojoj karijeri, Mejer je radio sa umetnicima kao što je slikar Frenk Stela i favorizovao je bele i geometrijske strukture.
Veliki deo Mejerovog rada se zasniva na radu arhitekata s početka i sredine 20. veka, pogotovu na Le Korbizjeu, s akcentom na njegovom ranom delu. Smatra se da je Mejer izgradio više koristeći Korbizjeove ideje nego bilo ko, uključujući i samog Le Korbizjea. Mejer je proširio mnoge ideje očigledne u Le Korbizjeovom delu, posebno Vili Savoje i Švajcarskom paviljonu.
Njegov rad takođe odražava uticaje drugih dizajnera kao što su Ludvig Mis van der Roe i, u nekim slučajevima, Frenk Lojd Rajt i Luis Baragan (bez boje). Bela je korišćena u mnogim arhitektonskim znamenitim zgradama tokom istorije, uključujući katedrale i belo oprana sela u mediteranskom regionu, u Španiji, južnoj Italiji i Grčkoj.
Gradonačelnik Rima, Đovani Alemano, uključio je u svoju predizbornu platformu obećanje da će srušiti veliki travertinski zid Mejerovog Muzeja Ara Pacis. Alemano je od tada promenio svoj stav o zgradi i složio se sa Mejerom o modifikacijama, uključujući drastično smanjenje visine zida između otvorenog prostora ispred muzeja i prometnog puta duž reke Tibar. Grad planira da izgradi široku pešačku zonu duž reke i da prođe put ispod nje. „To je poboljšanje“, kaže Mejer, dodajući da „razlog zbog kojeg je zid bio postavljen povezan sa saobraćajem i bukom. Kada se to eliminiše, ideja da se trg otvori ka reci je dobra“. Kancelarija gradonačelnika saopštila je da se Alemano nada da će projekat završiti pre kraja svog mandata.

## Priznanje
Godine 1984, Majeru je dodeljena Prickerova nagrada. Žiri je citirao da je Mejer „stvorio strukture koje su lične, snažne, originalne.“ Godine 2008, osvojio je zlatnu medalju iz arhitekture na Akademiji umetnosti i književnosti, a njegov rad Jesolo Lido Village je nagrađen međunarodna nagradom Dedalo Minose za puštanje u rad zgrade. Mejer je viši saradnik Saveta za budućnost dizajna. On je odlikovan AIA zlatnom medaljom 1997. godine. Godine 2013, dodeljena mu je nagrada A+ za životno delo. Godine 1996, dobio je nagradu Zlatna ploča Američke akademije za dostignuća. Kornel je 2010. godine osnovao novo mesto profesora nazvano po Mejeru.
Odajući počast Mejeru povodom 50. godišnjice njegove firme, Fondazione Bisaza je predstavila izložbu „Ričard Mejer: Arhitektura i dizajn“ u Vićenci, Italija.

## Dela
Veliki deo Mejerovog rada se temelji na radu arhitekata od početka do sredine 20. veka, naročito Le Korbizjea, Frenka Lojda Rajta i Alvara Alta, ali i na delima slavnih arhitekata iz istorije poput Bramantea, Berninija i Borominija.
Arhitektura je tradicija, dugi kontinuitet. Bilo da prekidamo sa tradicijom ili je pojačavamo, mi smo još uvek povezani sa prošlošću— 
Tako je njegov Ateneum, muzej grada Nju Harmoni (Indijana), dizajniran tako da posetioci moraju proći određeni put kroz zgradu. U trostrukoj zgradi je rampa obložena rešetkama koja pruža pogled na grad i okolinu.
Naime, njegove zgrade, a posebno privatne vile, su jasnih geometrijskih formi s velikim unutrašnjim prostorijama i čiste bele boje pročelja. Tako su npr. sve ostale zgrade Geti centra prilagođene okerastoj boji krajolika, osim Mejrove zgrade koja se tako ističe snažnim kontrastom.

### Hronološki popis poznatijih dela
- Kuća Douglas, Harbor Springs (Mičigen), SAD (1973)[24]
- Ateneum, Nju Harmoni (Indijana), SAD (1979)
- Visoki umetnički muzej, Atlanta, Džordžija, SAD (1983)
- Muzej primenjenih umetnosti u Frankfurtu, Nemačka (1985)
- Gradska skupština u Hagu, Holandija (1986—95)
- Gradska skupština u Ulmu, Nemačka (1991—93)
- Muzej moderne umjetnosti u Barceloni, Španija (1995)
- Geti centar, Njujork, SAD (1997)
- Medicinski centar Kamden, Singapur (1998)
- Stambene zgrade 173 i 176 Peri strit, Menhetn, Njujork, SAD (1999—2002)
- Sudnica Sandra Dej O'Konor u Finiksu, Arizona (2000)
- Tržni centar Pik & Klopenberg, Diseldorf, Nemačka (2001)
- Crkva Boga oca milosrdnoga (Jubilarna crkva), Rim, Italija (2003)
- Muzej Frider Burda, Baden-Baden, Nemačka (2004)
- Gradska skupština San Hozea, Kalifornija, SAD (2002—05)
- Muzej Ara Pacis, Rim, Italija (2006)
- On prospekt park, Bruklin, Njujork, SAD (2003–08)
- Gradski toranj u Pragu, Češka (2005—08)
- Muzej umetnosti, na putu Remagen-Rolandsek u Bonu, Nemačka (2007)
- Međunarodni trg kafe, Hamburg, Nemačka (2009—10)[25]

## Galerija
- Visoki umetnički muzej, Atlanta (1983)
- Muzej primenjenih umetnosti u Frankfurtu (1985)
- Gradska skupština u Ulmu (1993)
- Muzej moderne umetnosti u Barceloni (1995)
- Sudnica Sandra Dej O'Konor u Finiksu (2000)

## Literatura
- Frampton, Kenneth, Rykwert, Joseph: Richard Meier, Architect, Rizzoli, 1998
- Frampton, Kenneth: Richard Meier, Phaidon, 2012

## Spoljašnje veze
- "Big Red/Meier white," Cornell 50th reunion video на веб-сајту
- "The Surf Club Miami Beach" video на веб-сајту